# Faro (Glücksspiel)

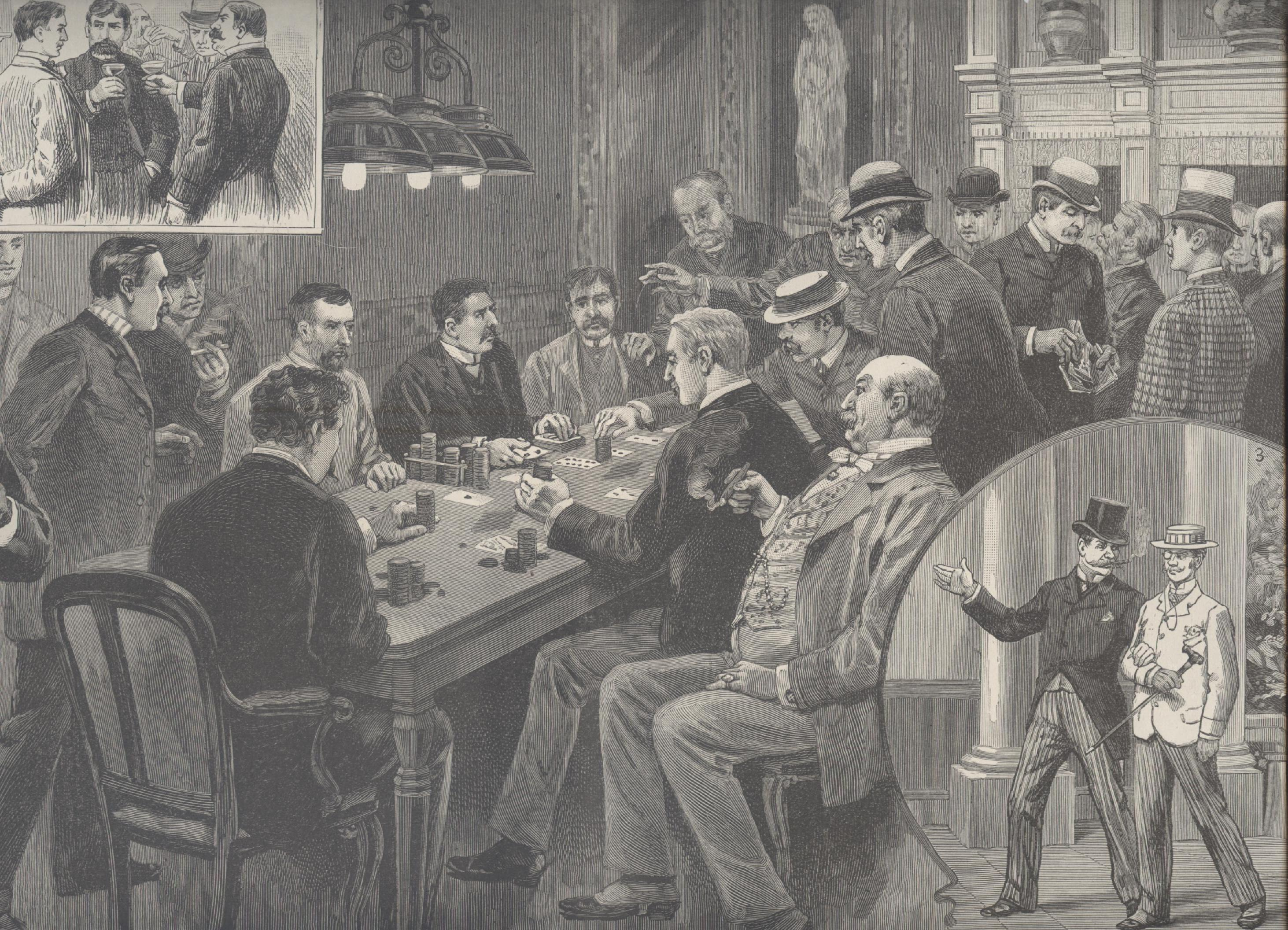
Faro-Partie, New Jersey, um 1889

Faro oder Faro Bank ist die amerikanische Variante des Karten-Glücksspiels Pharo.

## Geschichte
Pharo wurde vermutlich zu Ende des 18. Jahrhunderts von französischen Emigranten in die Neue Welt eingeführt, der französische Name Pharaon wurde dabei zu Faro verkürzt. Im 19. Jahrhundert war Faro das beliebteste Karten-Glücksspiel im Wilden Westen, bevor es von Poker verdrängt wurde. In dieser Zeit spielt Giacomo Puccinis Oper La fanciulla del West: Im ersten Akt dieser Oper sieht man, wie Goldgräber sich ihre Zeit bei Faro (und Poker) vertreiben und sich gegen einen falschspielenden Bankhalter zur Wehr setzen.
Da der Bankvorteil beim Faro nur etwa 2,0 % (siehe hier) beträgt, bevorzugten die Casinobetreiber das Roulette, das in Amerika mit zwei Zéros (0 und 00) gespielt wird und so der Spielbank einen Vorteil von 5,3 % bietet.

## Rezeption
Die Stadt Faro in Yukon im Nordwesten Kanadas trägt ihren Namen nach dem Kartenspiel.
Die Faro-Banken waren durch ein Schild mit dem Bild eines Tigers gekennzeichnet; daran erinnert der Ausdruck bucking a tiger (dt. einen Tiger mit Geld füttern) für Geld verschwenden.

## Die Regeln

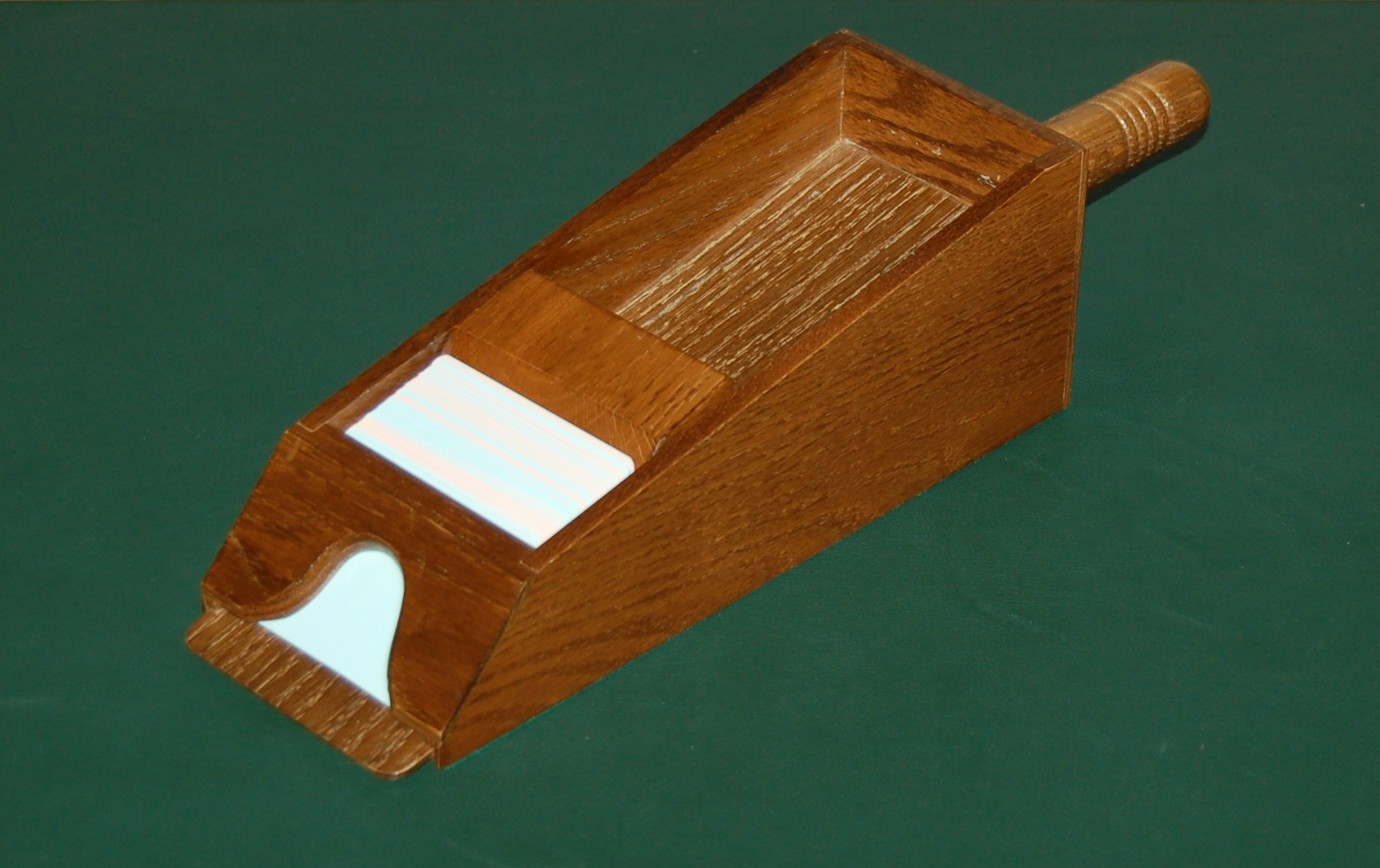
Kartenschlitten

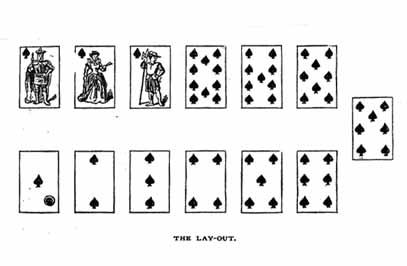
Layout eines Faro-Tisches aus "The Merry Gamester: A Practical Guide to the most popular card, dice and board games of the English speaking world, from ancient times to 1900, 1903

Im Prinzip gelten die Grundregeln des Pharo (siehe Pharo – Grundregeln), das amerikanische Faro unterscheidet sich vom europäischen Pharo jedoch in der Art der Abwicklung und durch zusätzliche Wettmöglichkeiten.
- Der Bankhalter mischt ein Paket zu 52 Blatt französischer Spielkarten, lässt abheben und legt die Karten in eine sogenannte Faro box (Dealing box), dabei handelt es sich um eine einfache Form eines Kartenschlittens, und zwar so, dass die erste Karte erkennbar ist. Diese Karte wird Soda genannt und spielt nicht mit.
- Beim Faro tätigen die Spieler ihre Einsätze auf einem Tableau, engl. Layout, bestehend aus den dreizehn Pique-Karten.
- Haben die Spieler ihre Einsätze gemacht, so zieht der Bankhalter die Soda aus der Box, legt sie beiseite und das erste Spiel beginnt: Die nächste Karte, d. h. die erste Karte (Banker's card) des Coups, wird aus der Box gezogen, die folgende Karte, d. h. die zweite Karte (Players' card), wird nun erkennbar, diese Karte bleibt jedoch noch in der Box. Erst nachdem dieses Spiel abgerechnet ist und die Spieler ihre Einsätze für den zweiten Coup getätigt haben, wird die zweite Karte aus der Box gezogen. In dieser Weise setzt sich das Spiel fort.
- Setzt ein Spieler auf eine Karte, so wettet er darauf, dass die nächste Karte dieses Wertes als zweite Karte eines Abzugs fällt. Im glücklichen Fall erhält der Spieler einen 1:1-Gewinn (even money). Beim Faro kann man auch darauf wetten, dass eine Karte in einem Abzug als erste aufgedeckt wird: Um dies anzuzeigen, legt der Spieler eine kleine kupferne Marke auf den Einsatz, man nennt dies Coppering the bet.
- High card oder HC: Man wettet darauf, dass im nächsten Coup die höhere Karte als zweite Karte aufgedeckt wird. Das Ass zählt hierbei als niedrigste Karte, der König als höchste. Setzt man auf High card und legt eine kupferne Marke auf den Einsatz, so gewinnt man, falls im nächsten Coup die höhere Karte als erste aufgedeckt wird.
- Fallen in einem Coup zwei gleichrangige Karten (Split, frz. Carte plié oder Doublet), so zieht der Bankhalter die Hälfte der Einsätze auf diese Karte ein: Der Bankvorteil beträgt 1,98 % – so wie beim europäischen Pharo (vgl. Pharo – Bankvorteil).
- Split bet: Bei einer Split bet – der Ausdruck Split wird beim Faro in zweifacher Bedeutung gebraucht – legt ein Spieler seinen Einsatz, z. B. $ 10 zwischen zwei auf dem Tableau benachbarte Karten, z. B. 8 und 9, dies ist gleichbedeutend mit zwei separaten Wetten zu je $ 10 auf die entsprechenden Werte. In derselben Art kann man auch auf ein Square, z. B. 2–3–J–Q oder das Triangle 6–7–8 setzen.

Anmerkung: Die Split bet beim Faro unterscheidet sich ganz wesentlich von der Split bet (á cheval) beim Roulette, wo ein Split von $ 10 auf die Nummern 8 und 9 gleichbedeutend mit zwei Wetten zu $ 5 ist.
- Es ist üblich, die gefallenen Karten mitzuzählen und mit Hilfe eines sogenannten Case keeper, eines Abakus-ähnlichen Gerätes, anzuzeigen, damit soll sichergestellt werden, dass der Bankhalter tatsächlich alle 52 Karten verwendet.
- Nach 24 Coups befinden sich noch drei nicht sichtbare Karten in der Box, und der Spieler bzw. Croupier, der den Case keeper bedient, sagt die Werte der drei Karten an. Die Spieler können nun auf die Reihenfolge der letzten drei Karten wetten, man nennt dies Calling the turn, die letzte Karte des Pakets heißt Hock.
  - Sind die Werte der drei letzten Karten alle verschieden, so gibt es sechs Möglichkeiten, die faire Quote wäre daher 5:1. Der Bankhalter zahlt jedoch nur eine Quote von 4:1, woraus ein Bankvorteil von 1/6 = 16,7 % resultiert – diese Wette ist für den Spieler sehr nachteilig.
  - Befinden sich unter den drei letzten Karten zwei Karten vom gleichen Wert, so nennt man dies einen Cat hop. Hier gibt es drei Möglichkeiten, die faire Quote ist daher 2:1. Diese Wette wird zur fairen Quote angeboten, d. h. der Bankvorteil ist Null.
  - Sind die drei letzten Karten vom gleichen Rang, so nennt man dies ein Case, und es kann natürlich nicht gesetzt werden.

## Jewish Faro, Stuss
Jewish Faro oder Stuss unterscheidet sich von Faro vor allem dadurch, dass bei einem Split der Bankhalter den vollen Einsatz und nicht nur die Hälfte gewinnt, womit sich der Bankvorteil verdoppelt und somit 3,96 % beträgt.

## Faro shuffle
Das – perfekte – Faro shuffle ist ein Kartenkunstgriff, bei dem zwei Päckchen zu 26 Blatt exakt so ineinander geschoben (gestochen) werden, dass auf eine Karte des einen Stapels stets eine Karte des anderen Stapels folgt. Zuvor muss der Zauberkünstler das Paket zu 52 Blatt natürlich genau in der Mitte abheben. Beim Out faro shuffle bleibt die ursprünglich oberste Karte weiterhin zuoberst, nach einem In faro shuffle liegt die ursprünglich oberste Karte an zweiter Stelle.
Der Name dieses Kunstgriffs rührt daher, dass beim Faro nach Beendigung einer Taille vor dem Bankier zwei Päckchen zu 26 Blatt auf dem Tisch liegen.